# Зозуля-дронго
Зозу́ля-дро́нго (Surniculus) — рід зозулеподібних птахів родини зозулевих (Cuculidae). Представники цього роду мешкають в Південній і Південно-Східній Азії.

## Види
Виділяють чотири види:
- Зозуля-дронго філіпінська (Surniculus velutinus)
- Зозуля-дронго азійська (Surniculus lugubris)
- Зозуля-дронго вилохвоста (Surniculus dicruroides)[3]
- Зозуля-дронго молуцька (Surniculus musschenbroeki)[4]

## Етимологія
Наукова назва роду Surniculus походить від сполучення слів фр. sournois — хитрий і coucou — зозуля..